# Terremoto in Turchia e Siria del 2023
Il terremoto in Turchia e Siria del 2023 (2023 Türkiye-Suriye depremleri in turco, زلزالي تركيا وسوريا 2023 in arabo, σεισμός Τουρκίας-Συρίας 2023 in greco e רעידות האדמה בטורקיה ובסוריה in ebraico) è stato un evento calamitoso verificatosi nella notte fra il 5 e il 6 febbraio 2023, principalmente per mezzo di due forti scosse che hanno colpito l'area meridionale della Turchia, nonché le regioni settentrionali della Siria.
Un primo terremoto, con ipocentro a circa 17,9 km di profondità ed epicentro a 34 km a nord-ovest della città di Gaziantep (a circa 90 km dal confine con la Siria), nonché a 26 km ad ovest di Nurdağı, ha registrato una magnitudo di 8,0 Mw, venendo seguito da decine di altre scosse di assestamento. Successivamente, una nuova scossa, con magnitudo di 7,5 Mww ed epicentro localizzato a 4 km a sud della città di Ekinözü, ha colpito soprattutto il territorio della provincia di Kahramanmaraş.
Secondo le stime effettuate dai due Paesi principalmente coinvolti, il terremoto ha provocato in totale oltre 57000 vittime accertate (di cui 50500 in Turchia e 7259 in Siria), mentre sono stati registrati più di 121000 feriti.

## Sismicità
Nonostante la relativa quiescenza sismica dell'area epicentrale del terremoto, a causa delle loro caratteristiche geologiche la Turchia meridionale e la Siria settentrionale hanno già subito in passato terremoti significativi e dannosi: fra questi, il terremoto di Aleppo del 1138 (7,1 Mww) e quello del 1822 (7,0-7,4 Mww), che uccise il 68% della popolazione dell'epoca.

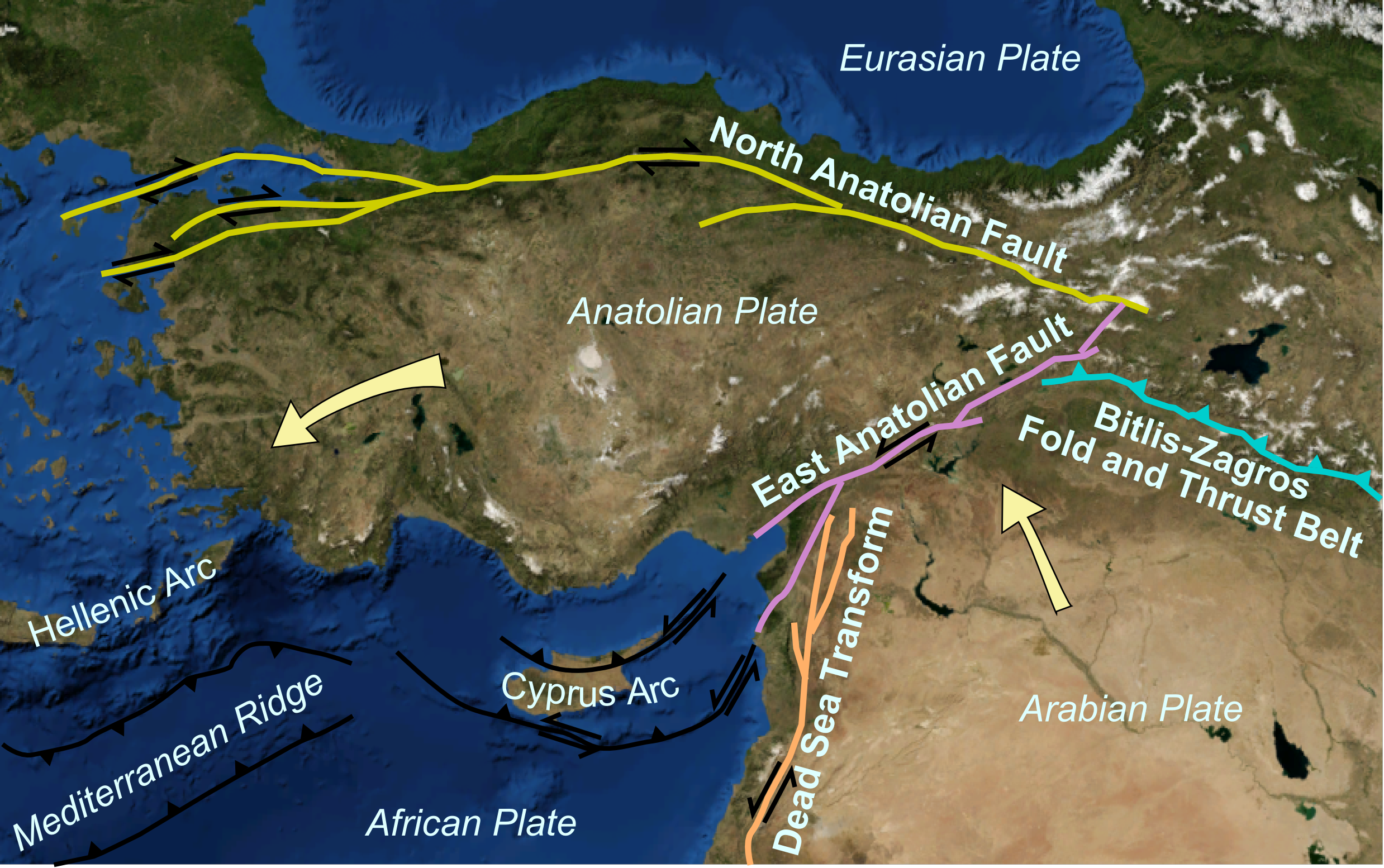
Mappa della placca anatolica.

Inoltre, l'epicentro del terremoto risulta collocato in prossimità di una tripla giunzione fra i margini della placca anatolica (comprendente il territorio turco), di quella araba (in cui si trova quasi per intero la Siria) e di quella africana: i movimenti che interessano queste tre placche fanno sì che tale zona risulti ad alta pericolosità sismica, fra le più alte rilevate nei territori affacciati sul Mar Mediterraneo.
Secondo le stime, la scossa iniziale è avvenuta all'estremità settentrionale della zona compresa fra la faglia anatolica orientale, che comprende l'intera regione costiera turca affacciata sul Mar Egeo e si era formata proprio in seguito ai movimenti delle placche sopracitate, e la Faglia del Mar Morto, appena confinante e costituita da una serie di faglie trasformi che si estendono dalla suddetta faglia anatolica orientale, percorrono lateralmente la placca araba e arrivano fino ai confini settentrionali del Rift del Mar Rosso.
Dunque, il terremoto avrebbe creato una frattura in una delle due faglie, interessando un segmento lungo circa 190 km e largo circa 25 km. Come spesso avviene per scosse di intensità e magnitudo così elevate, è plausibile che si sia attivata una faglia di dimensioni pari ad alcune centinaia di chilometri quadrati: dunque, l'ipocentro del terremoto, qui registrato a circa 17,9 km di profondità, coincide con il punto del piano di faglia da cui sono iniziati la rottura e lo spostamento della faglia stessa.
Per fornire un paragone in termini di energia rilasciata, i sismologi Alessandro Amato e Aybige Akinci, ricercatori dell'Istituto nazionale di geofisica e vulcanologia italiano, hanno stimato che la spaccatura abbia generato un terremoto circa mille volte più potente rispetto alla prima scossa della sequenza sismica del Centro Italia del 2016-2017, e trenta volte più potente rispetto al terremoto dell'Irpinia del 1980.

## Terremoto

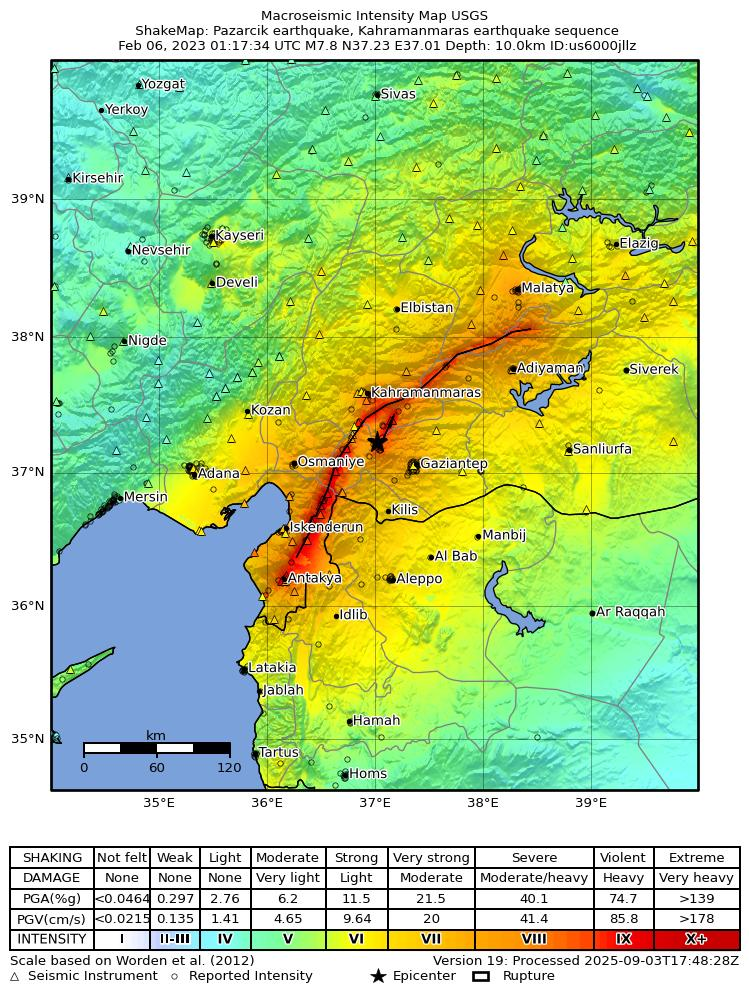
Mappa dell'USGS riguardante la prima delle due principali scosse di terremoto, di magnitudo momento 7,8

Il 6 febbraio 2023 due potenti terremoti hanno colpito la Turchia meridionale e centrale. La prima scossa si è verificata a nord-ovest della città di Gaziantep alle 04:17 ora locale (01:17 UTC), causando danni diffusi in Turchia e Siria. Avendo registrato un'intensità massima Mercalli di grado XI-XII (scossa catastrofica-apocalittica) e una magnitudo di 8,0 Mw, la scossa è stata la più devastante per la Turchia dal 1999, anno in cui si verificò il sisma di İzmit (7,6 Mww), nonché la più forte mai riscontrata nel Paese, uguagliando il terremoto di Erzincan del 1939.

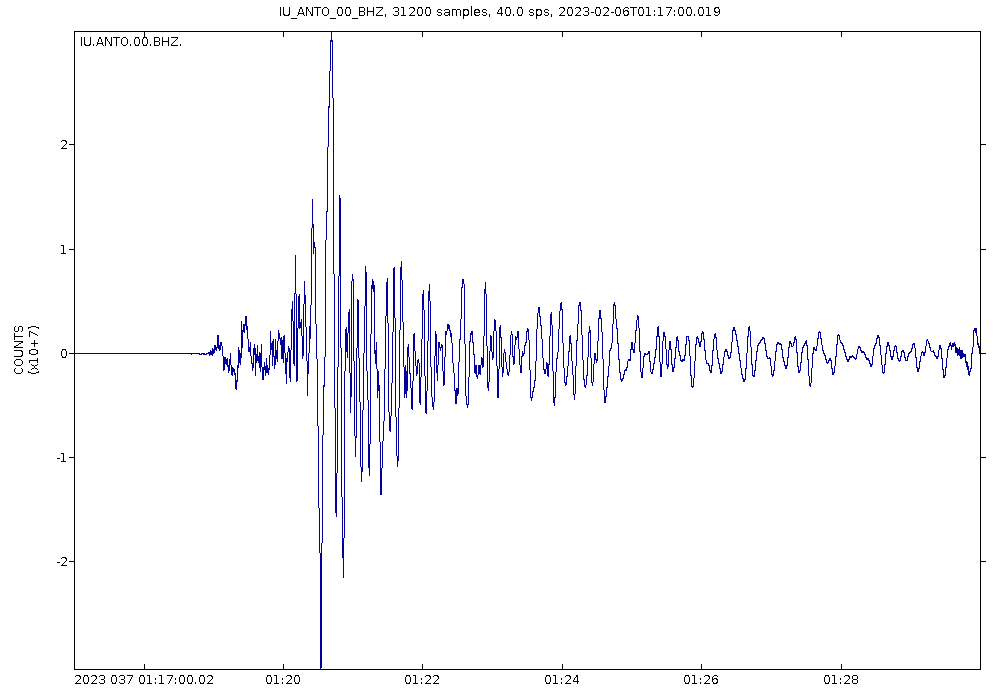
La scossa 7,9 vista da un sismografo collocato ad Ankara.

Il terremoto è stato seguito da numerose repliche, la più forte delle quali ha avuto una magnitudo di 6,7 Mww ed è stata registrata a sud-est di Nurdağı. Una nuova forte scossa si è verificata circa nove ore dopo la prima, alle 13:24 ora locale (10:24 UTC), con epicentro localizzato a 4 km a sud di Ekinözü, nella Provincia di Kahramanmaraş: anch'essa ha registrato un'intensità massima Mercalli di IX, riportando una magnitudo pari a 7,5 Mww.

### Eventi
Di seguito, la lista dettagliata delle scosse telluriche registrate dal 6 febbraio 2023, escludendo quelle di magnitudo inferiore a 5,0; le scosse più forti (di magnitudo maggiore o uguale a 6,0) sono evidenziate in blu.
| Data locale     | Ora locale (UTC+3) | Magnitudo | Profondità ipocentro | Epicentro  | Epicentro   |
| Data locale     | Ora locale (UTC+3) | Magnitudo | Profondità ipocentro | Latitudine | Longitudine |
| --------------- | ------------------ | --------- | -------------------- | ---------- | ----------- |
| 6 febbraio 2023 | 04:17:36           | 7,8       | 17,9                 | 37.174     | 37.032      |
| 6 febbraio 2023 | 04:26:49           | 5,6       | 17,0                 | 37.054     | 37.086      |
| 6 febbraio 2023 | 04:28:15           | 6,7       | 14,5                 | 37.127     | 36.943      |
| 6 febbraio 2023 | 04:36:28           | 5,6       | 10,0                 | 37.018     | 36.744      |
| 6 febbraio 2023 | 04:58:23           | 5,1       | 10,0                 | 37.112     | 36.606      |
| 6 febbraio 2023 | 05:03:36           | 5,5       | 10,0                 | 37.777     | 37.920      |
| 6 febbraio 2023 | 05:23:14           | 5,2       | 11,4                 | 37.204     | 36.970      |
| 6 febbraio 2023 | 07:18:46           | 5,0       | 14,5                 | 38.203     | 38.536      |
| 6 febbraio 2023 | 13:24:49           | 7,5       | 10,0                 | 38.024     | 37.203      |
| 6 febbraio 2023 | 13:35:58           | 5,8       | 10,0                 | 38.008     | 37.751      |
| 6 febbraio 2023 | 13:51:30           | 5,7       | 12,3                 | 38.124     | 38.053      |
| 6 febbraio 2023 | 14:01:34           | 5,0       | 10,0                 | 37.481     | 37.222      |
| 6 febbraio 2023 | 14:05:35           | 5,2       | 10,0                 | 37.923     | 36.691      |
| 6 febbraio 2023 | 15:02:11           | 6,0       | 10,0                 | 38.061     | 36.537      |

## Maremoto
Un maremoto di circa 30 cm è stato registrato ad Alessandretta e Erdemli, mentre piccole onde di tsunami sono state registrate al largo della costa di Famagosta, a Cipro. Inoltre, in Egitto l'Istituto nazionale di ricerca per l'astronomia e la geofisica ha segnalato il pericolo di possibili maremoti riguardanti l'area orientale del Mar Mediterraneo, poi rientrato.
Il Centro Allerta Tsunami dell'INGV ha lanciato un allarme, poi rientrato, per Calabria, Sicilia e Puglia, mentre in alcuni comuni costieri di diverse regioni meridionali (come Ischia, Portici e Siniscola) sono state chiuse le scuole in via precauzionale. Il Dipartimento della protezione civile ha a sua volta diramato un'allerta, anch'essa ritirata nelle ore successive: nel rispetto di un accordo fra il suddetto organo e le Ferrovie di Stato Italiane, rinnovato nel 2018, Trenitalia ha interrotto momentaneamente la circolazione ferroviaria nelle tre regioni sopracitate, a scopo cautelativo, ripristinando poi i servizi una volta rientrato l'allarme.

## Effetti del sisma

### Vittime
Secondo le stime effettuate dalle autorità turche e siriane, in totale oltre 57 700 persone sono morte, mentre sono stati registrati più di 122 500 feriti.

### Sfollati
A distanza di un mese dai due catastrofici terremoti, in un comunicato del 6 marzo, l'Unicef traccia gli effetti devastanti dell'accaduto e prova a fare un bilancio sui minorenni coinvolti. Peggio di tutti stanno i bambini. Ci sono 850.000 bambini rimasti sfollati, perché costretti a lasciare le loro case non agibili o totalmente distrutte. Inoltre, il numero di bambini uccisi e feriti non è ancora stato confermato, ma è probabile che superi molte migliaia. 
Nella sola Turchia vengono aiutate 1,9 milioni di persone in rifugi temporanei, con accesso limitato a servizi di base come acqua, servizi igienici e medici nelle aree colpite; ci sono poi 2,5 milioni di bambini che hanno bisogno di una celere assistenza umanitaria urgente.
Mentre sul fronte della Siria, sempre secondo le analisi dell'UNICEF, si stima che più di 500.000 persone sono state costrette ad abbandonare le loro case. Più di 3,7 milioni di bambini sono stati colpiti dalle scosse. Dati che la Siria fa i conti con il maggiore numero di sfollati interni al mondo (6,8 milioni di persone sfollate, tra cui quasi 3 milioni di bambini) per i disagi della guerra. Per queste cause l'UNICEF quantifica in 196 milioni di dollari il budget utile per salvare 3 milioni di turchi (tra cui 1,5 milioni di bambini). In Siria invece vanno investiti 172,7 milioni di dollari di sostegno a 5,4 milioni di persone (tra cui 2,6 milioni di bambini).

### Danni alle infrastrutture

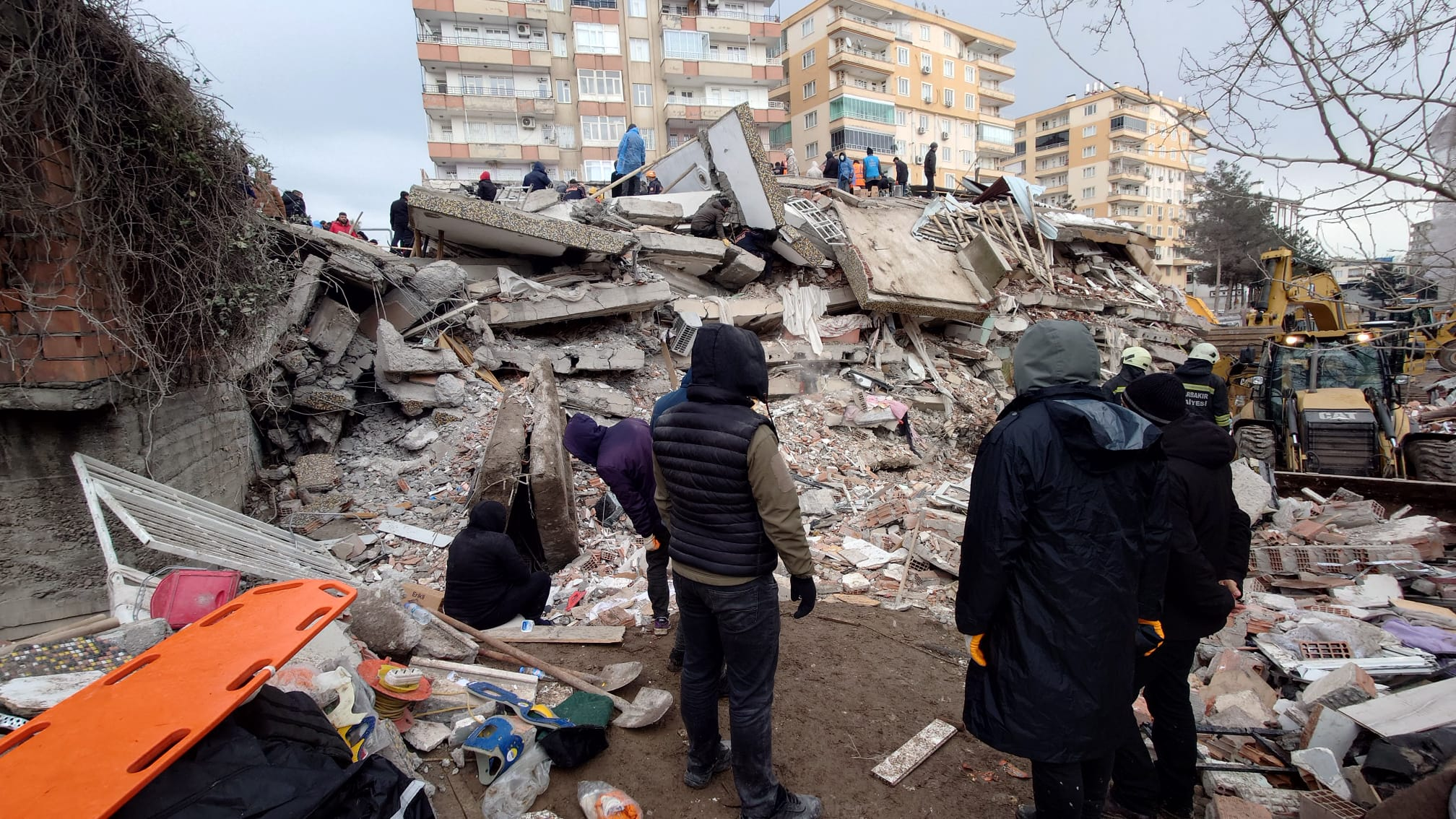
Le macerie di un edificio distrutto dal sisma a Diyarbakır, in Turchia.

#### Turchia
Nella maggior parte degli aeroporti della zona si sono formate crepe sulle piste di atterraggio, provocando di fatto un'interruzione di numerosi collegamenti. In particolare, si è resa necessaria la chiusura degli aeroporti di Gaziantep, Antakya e Alessandretta, Malatya, Adana e Kahramanmaraş.
Il Ministero della Difesa di Ankara ha reso noto che il porto di Alessandretta ha subito gravi danni, e in seguito l'infrastruttura ha subito anche lo scoppio di un vasto incendio, probabilmente provocato dalla caduta di alcuni container contenenti materiale infiammabile.
La Provincia di Hatay è risultata una delle più colpite dal sisma, con i danni più consistenti riscontrati ad Antakya, Kırıkhan e Alessandretta. Fra gli altri, sono stati coinvolti anche diversi giocatori e membri dello staff dell'Hatayspor, squadra di calcio di Antiochia: a destare la principale preoccupazione sono state le condizioni del giocatore ghanese Christian Atsu, poi trovato morto il 18 febbraio seguente, e il direttore sportivo Taner Savut.

#### Siria
I territori siriani colpiti dal terremoto, nella zona settentrionale del Paese, erano in parte controllati dalle forze ribelli coinvolte nella guerra civile contro il regime del presidente Bashar al-Assad. Secondo le stime dell'International Rescue Committee e dei Caschi bianchi, il sisma ha ulteriormente aggravato una situazione già fortemente precaria e di emergenza, in quanto tali regioni erano abitate da milioni di sfollati, provenienti da altre parti della Siria e fuggiti in seguito all'escalation del conflitto, nonché composte da un gran numero di rifugi temporanei e case fatiscenti.
Sono stati registrati crolli di moltissimi edifici in numerose città appartenenti all'area colpita, fra cui Jinderes, Bsania, Idlib e Aleppo, ma sono state coinvolte in modo significativo anche altre zone del Paese, comprendenti anche le città di Hama, Damasco e Baniyas.
Una delle situazioni più critiche si è verificata ad Aleppo, nel nord-ovest della Siria, città che era già stata gravemente danneggiata durante le fasi più violente della guerra civile.

#### Altri Paesi coinvolti
In seguito alle due principali scosse di terremoto, sono stati riscontrati danni ad alcuni edifici (pur di entità molto minore) anche in Libano, a Israele e a Cipro. Inoltre, il sisma è stato avvertito chiaramente anche in altri Paesi geograficamente vicini, se non confinanti, proprio a Turchia e Siria, fra cui l'Armenia e l'Iraq. Tuttavia, in nessuno di questi casi sono stati riscontrati danni significativi a persone.
Come riportato dall'Osservatorio Geologico di Danimarca e Groenlandia, le onde sismiche derivanti dal terremoto e dalle conseguenti scosse di assestamento hanno avuto un estesissimo raggio di espansione, venendo captate anche dai sismografi installati sull'isola di Bornholm (in territorio danese) e nella stessa Groenlandia.

## Fasi dell'emergenza

### In Siria
Le pesanti sanzioni economiche al regime di Assad, originariamente imposte dopo l'inizio della guerra civile nel 2011, hanno aggravato le difficoltà dei soccorsi in Siria. Il 7 febbraio 2023, la Mezzaluna Rossa ha chiesto ufficialmente ai Paesi occidentali a revocare le sanzioni contro la Siria, in modo da facilitare gli sforzi umanitari durante i soccorsi ai civili.

### Aiuti internazionali
ll Fondo Centrale per la Risposta alle Emergenze (CERF) ha emesso 25 milioni di dollari. L'Organizzazione Internazionale per le Migrazioni (OIM) fornisce articoli di convoglio. Altri aiuti provengono dal Meccanismo di protezione civile dell'Unione Europea, con un dispendio di 6,5 milioni di euro. Il Regno Unito ha fornito tende e coperte, come opera di sostegno umanitario.